# Flegethon
Flegethon ist eine 1999 als Dark-Ambient-Projekt gegründete Depressive-Black-Metal- und Funeral-Doom-Band.

## Geschichte
Im Dezember 1999 gründeten die unter Pseudonymen aktive Musiker De’Meon und Oden Flegthon in der Stadt Sankt Petersburg. Der Bandname ist dem dritten Fluss der Hölle, Phlegethon aus der griechischen Mythologie entlehnt. Von September bis Dezember 2000 komponierte das Duo erste Musik und nahm diese auf. Die als „Nonharmonical Derelaxation Suicidal Ambient“ von den Musikern bezeichnete Musik wurde als Demo Когда жизнь подходит к концу… (russisch Wenn das Leben zu Ende geht…) noch im gleichen Jahr veröffentlicht.
Das Debüt The Last Stage of Depression wurde im folgenden Winter eingespielt und im März 2001 im Selbstverlag veröffentlicht. Mit dem im November des gleichen Jahres nachkommenden zweiten Studioalbum Outside of the Consciousness variierte Flegethon den Stil und kombinierte den Dark Ambient des Debüt mit Depressive Black Metal. Nachdem das Duo das dritte Album Dekadanse sowie die mit bisher ungenutzten Material abgeschlossener Aufnahmesitzungen versehene Kompilation There is No Echo of Reality herausgab, verließ De‘Meon Flegethon während Oden mit dem zum Soloprojekt geschrumpften Flegethon nach Baikonur zog.
2004 schloss Oden einen Vertrag mit dem Label Satanarsa Records, wo bis zum Jahr 2008 mehrere Alben veröffentlicht wurden. Mit der ersten Veröffentlichung für Satanarsa variierte Oden erneut den Stil von Flegethon und wandte sich, für das auf dem Werk von H.P. Lovecraft basierenden Konzeptalbum Behind a Side of Times dem blackened Funeral Doom zu. Den Stil verfolgte Flegethon mit dem 2006 veröffentlichten Cry of the Ice Wolves II weiter. Mit dem Cover-Album The Art of Regeneration änderte Oden den Stil erneut im Detail und nahm für die Adaption von Stücken von Era, Enigma, Robert Miles, Ennio Morricone, James Last, Frédéric Chopin Elemente des Gothic Metal, anstelle des sonst präsenten Depressiv Black Metal, auf. Im folgenden Jahr gab Marche Funebre Productions eine Wiederveröffentlichung von Behind a Side of Times heraus und Satanarsa Records eine Split-EP mit Exanimus als letzte Veröffentlichung der Kooperation. Die enthaltenen Stücke von Flegethon präsentierte das Projekt erneut im Stil des Depressive Black Metal.
Nach dem Ende der Kooperation mit Satanarsa und einer weiteren Split-EP im gleichen Jahr blieben weitere neue eigenständige Veröffentlichungen bis zum Jahr 2014 aus. Im Januar 2014 erschien via Mercy Despise, einem Subunternehmen von Nihil Art, und Dark East Productions das Album Cry of the ice wolves III, als dritten Teil der mit The Last Stage of Depression begonnenen Trilogie. Die Trilogie erschien zum Bandjubiläum 2019 als Dreifach-Album in limitierter Auflage im Selbstverlag. Den für die Herausgabe des Albums Cry of the ice wolves III eingegangenen Vertrag behielt Oden für das 2016 veröffentlichte Konzeptalbum The 4th Step to Self-Destruction über die Weltkriege bei.

## Rezeption
Die internationale Wahrnehmung von Flegethon beschränkt sich auf die dem Funeral Doom zugeordneten Alben. Weitere Veröffentlichungen erhielten keine internationale Rezeption. Die höchste Aufmerksamkeit erhielt derweil das über Satanarsa Records 2005 und 2008 via Marche Funebre Productions herausgegebene Konzeptalbum Behind a Side of Times. Dies Album wurde derweil als besonders positiv angenommen, während die weiteren Veröffentlichungen zumeist als durchschnittlich beurteilt wurden.
Quentin Kalis Rezension für Chronicles of Chaos zufolge ist Flegethon mit Behind a Side of Time  ein „minimalistisches und bedrückendes“ Album gelungen, das „nichts als das Wesentliche übrig“ lasse. Mit Verweis auf eben jenen Minimalismus lobte Bertrand Marchal für Doom-Metal.com, dass es Flegethon gelänge mit wenigen Mitteln „extreme Trostlosigkeit, den Grat der Welt“ zu zeichnen. Kindra Ravenmoon nennt es für Brutalism ein Album gefüllt mit „inspirierenden Doom Metal“ der „insgesamt einfach nur schaurig“ sei.
Als weitere Alben wurden für Doom-Metal.com Cry of the Ice Wolves II und The 4th Step to Self-Destruction besprochen. Matt Halsey wertete Cry of the Ice Wolves II als solide aber nicht besonders. Und Riccardo Veronese bemängelte an The 4th Step to Self-Destruction fehlende Kreativität. Für das italienische Aristocrazia Webzine wurde The Art of Regeneration als „wirklich schlecht“ kritisiert. Das ebenfalls italienische Webzine iye-metal lobte hingegen Cry of the Ice Wolves II als „ausgereiftes und konkurrenzfähiges“ Album des Ambient Funeral Doom.

## Stil
Die von Flegethon gespielte Musik durchlief eine Reihe stilistischer Veränderungen. Die mit Synthesizer, Schlagzeug und Keyboard eingespielten Demo- und Debütaufnahmen ordneten sich dem Dark Ambient zu. Die weiteren Veröffentlichungen orientierten sich bis zum Vertragsabschluss mit Satanarsa Records am Depressive Black Metal. Die folgende und am stärksten rezipierte Musik wird indes dem Funeral Doom zugerechnet. Dabei werden Präfixe wie Ambient, Black und Gothic für unterschiedliche Veröffentlichungen bemüht. zum einordnenden Vergleich verweisen Rezensenten auf Comatose Vigil, Celestiial und verschiedene Projekte des belgischen Labels Nulll Records wie The Ethereal, Beyond Black Void, Until Death Overtakes Me und Solicide.
Diesen Projekten ähnlich bemühe Flegethon einen rigorosen Minimalismus um eine möglichst dichte Atmosphäre zu kreieren. Dabei geschehe „nicht viel wirklich“ beschreibt Bertrand Marchal die Musik für Doom-Metal.com, das Schlagzeug hämmere, die Gitarre variiere einfache Akkordfolgen zu einem Ein-Noten-Keyboard-Spiel und „prähistorischem Grunzen“.

## Diskografie
- 2000: Когда жизнь подходит к концу… (Demo, Selbstverlag)
- 2001: The Last Stage of Depression (Album, Selbstverlag)
- 2001: Outside of the Consciousness (Album, Selbstverlag)
- 2002: Dekadanse (Album, Selbstverlag)
- 2002: There is No Echo of Reality (Kompilation, Selbstverlag)
- 2003: The Absolute Laws of Darkness (Album, Selbstverlag)
- 2005: Behind a Side of Times (Album, Satarnarsa Records; 2008: Marche Funebre Productions)
- 2006: Cry of the Ice Wolves II (Album, Satanarsa Records)
- 2007: The Art of Regeneration (Album, Satanarsa Records)
- 2008: From the Dead Ground/Ослепни, оглохни, сдохни (Split-EP mit Exanimus, Satanarsa Records)
- 2008: Lost Paradise (Split mit Under, [B]rush)
- 2014: Cry of the Ice Wolves III (Album, Dark East/Mercy Despise)
- 2016: The 4th Step to Self-Destruction (Album, Dark East/Mercy Despise)
- 2018: Omnia Semper Fines (Album, Selbstverlag; 2020: Silent Time Noise)
- 2019: Trilogy: Cry of the Ice Wolves (Kompilation, Selbstverlag)